# Reginald Doherty
Reginald "Reggie" Frank Doherty (Wimbledon, Surrey, 14 de octubre de 1872-Kensington, Londres, 29 de diciembre de 1910) fue un jugador de tenis del Reino Unido destacado a fines del siglo XIX y comienzos del siglo XX. Ganó un total de 4 títulos individuales en Wimbledon y 8 en dobles, junto a su hermano menor Laurence Doherty.
Formó junto a su hermano (3 años menor que él) una extraodinaria pareja de dobles que ayudó a popularizar el tenis en Gran Bretaña y fue el pilar de las 4 primeras conquistas en la Copa Davis para las Islas Británicas. Tras alcanzar la final de dobles de  Wimbledon en 1896 junto a Harold Nisbet, se unió a su hermano con quien alcanzó un récord aún imbatido de 10 finales consecutivas, alzándose con el trofeo en 8 ocasiones, superando así el récord anterior de 7 conquistas de los hermanos Renshaw. Sumando la final alcanzada con Nisbet, Reginald (también llamado "Big Do" o "Gran Do") logró un espectacular récord de 11 finales de dobles consecutivas en Wimbledon entre 1896 y 1906.
Su performance en individuales tampoco pasó desapercibida, triunfando en Wimbledon en 4 ocasiones consecutivas entre 1897 y 1900. En 1898, superó en la final a su hermano menor por 6-1 en el quinto set. Fue Arthur Gore (a quien había vencido en 1899) quien le quitó el título en 1901, tras ganarle la final del challenge round en 4 sets. En 1902 se convirtió en el segundo jugador extranjero en alcanzar la final del US Championships donde perdió ante William Larned.
Poseía un estilo de juego muy agresivo y fue por el por quien se fijó el nombre de "Cannonball" (Servicio cañón), un servicio plano y potente que luego sería utilizado por una enormidad de leyendas del tenis.
Reggie y Laurie fueron fundamentales en las primeras 4 conquistas de las islas británicas en la Copa Davis. Juntos ganaron los 5 partidos de dobles que jugaron entre 1902 y 1906, 4 de ellos ante parejas norteamericanas. Reginald hizo su debut en 1902, en la caída ante Estados Unidos por 2-3. Tras ganar el primer singles ante William Larned y el dobles, perdió en el punto decisivo ante Malcolm Whitman en sets corridos. En 1903, las islas británicas se hicieron con su primer título de Copa Davis, y Reggie colaboró con su victoria en el dobles y una victoria en singles con la serie ya definida ante Robert Wrenn, tras haber perdido su primer partido ante William Larned. Entre 1904 y 1906, Reginald ganó los tres partidos de dobles que jugó por Copa Davis, siendo el más recordado el de 1905, cuando junto a Laurie vencieron por 8-10, 6-2, 6-2, 4-6, 8-6 a la pareja norteamericana formada por Holcombe Ward y Beals Wright.

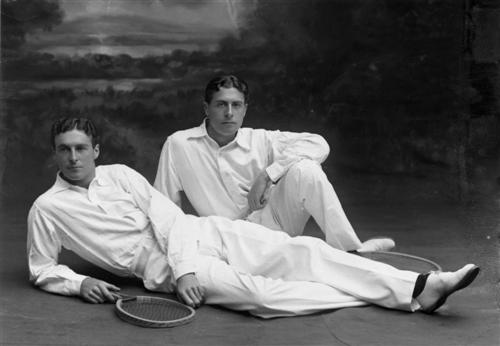
Reginald Doherty (izquierda) y Laurence Doherty.

Fue partícipe de los Juegos Olímpicos de París 1900, alzándose con la medalla de oro en dobles (junto a Laurie) y dobles mixto (junto a Charlotte Cooper). En singles, alcanzó las semifinales donde debía enfrentarse a su hermano, pero ambos rehusaron enfrentarse en un encuentro antes de la final, por lo que Reggie desertó, dejando a su hermano jugar la final y llevándose la medalla de bronce. Volvió a participar en Juego Olímpicos en Londres 1908, ya sin su hermano, compitiendo en dobles outdoors junto George Hillyard. Allí volvió a alzarse con la medalla de oro, a pesar de sus avanzados 36 años, derrotando en la final a sus compatriotas Josiah Ritchie / James Parke.
Murió en Kensington, Londres en 1910 con apenas 38 años, tras retornar de un sanatorio en Suiza, donde era tratado de una de sus frecuentes enfermedades. Junto a su hermano, ingresó al Salón Internacional de la Fama del tenis en 1980. Sus récords en Wimbledon incluyen: más finales de dobles en forma consecutiva (11), más títulos de dobles (8), 6.º hombre con más títulos en individuales (4), 3.º hombre con más títulos en total (12).

## Torneos de Grand Slam

### Campeón individuales
| Año  | Campeonato | Oponente en la final | Resultado           |
| 1897 | Wimbledon  | Harold Mahoney       | 6-4 6-4 6-3         |
| 1898 | Wimbledon  | Laurence Doherty     | 6-3 6-3 2-6 5-7 6-1 |
| 1899 | Wimbledon  | Arthur Gore          | 1-6 4-6 6-3 6-3 6-3 |
| 1900 | Wimbledon  | Sidney Smith         | 6-8 6-3 6-1 6-2     |

### Finalista individuales
| Año  | Campeonato       | Oponente en la final | Resultado       |
| 1901 | Wimbledon        | Arthur Gore          | 6-4 5-7 4-6 4-6 |
| 1902 | US Championships | William Larned       | 6-4 2-6 4-6 6-8 |

### Campeón Dobles
| Año  | Torneo           | Pareja           | Oponentes en la final               | Resultado           |
| 1897 | Wimbledon        | Laurence Doherty | Herbert Baddeley Wilfred Baddeley   | 6-4 4-6 8-6 6-4     |
| 1898 | Wimbledon        | Laurence Doherty | Clarence Hobart Harold Nisbet       | 6-4 6-4 6-2         |
| 1899 | Wimbledon        | Laurence Doherty | Clarence Hobart Harold Nisbet       | 7-5 6-0 6-2         |
| 1900 | Wimbledon        | Laurence Doherty | Harold Nisbet Herbert Roper Barrett | 9-7 7-5 4-6 3-6 6-3 |
| 1901 | Wimbledon        | Laurence Doherty | Dwight Davis Holcombe Ward          | 4-6 6-2 6-3 9-7     |
| 1902 | US Championships | Laurence Doherty | Dwight Davis Holcombe Ward          | 11-9 12-10 6-4      |
| 1903 | Wimbledon        | Laurence Doherty | Frank Riseley Sidney Smith          | 6-4 6-4 6-4         |
| 1903 | US Championships | Laurence Doherty | Kreigh Collins Harry Wainder        | 7-5 6-3 6-3         |
| 1904 | Wimbledon        | Laurence Doherty | Frank Riseley Sidney Smith          | 6-1 6-2 6-4         |
| 1905 | Wimbledon        | Laurence Doherty | Frank Riseley Sidney Smith          | 6-2 6-4 6-8 6-3     |

### Finalista Dobles
| Año  | Torneo    | Pareja           | Oponentes en la final             | Resultado            |
| 1896 | Wimbledon | Harold Nisbet    | Herbert Baddeley Wilfred Baddeley | 6-1 6-3 4-6 2-6 1-6  |
| 1902 | Wimbledon | Laurence Doherty | Frank Riseley Sidney Smith        | 6-4 6-8 3-6 6-4 9-11 |
| 1906 | Wimbledon | Laurence Doherty | Frank Riseley Sidney Smith        | 8-6 4-6 7-5 3-6 3-6  |